# Pilzanbau

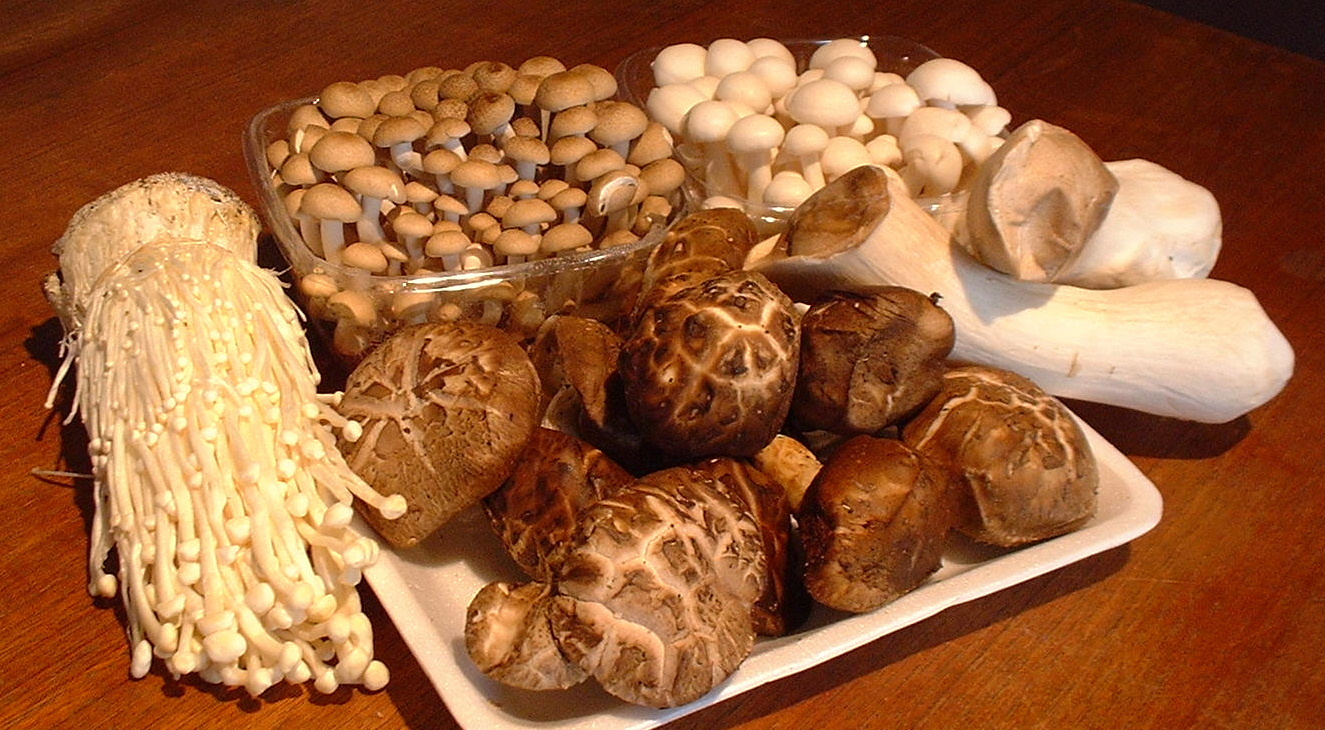
Verschiedene asiatische Speisepilze, die teilweise auch in Europa angebaut werden. Von links im Uhrzeigersinn: Enoki (Samtfußrübling), Buna-shimeji (Buchenrasling) und Bunapī-shimeji, Eryngi (Kräuterseitling) und Shiitake (Pasaniapilz)

Der Pilzanbau ist eine Fachsparte des Gartenbaus. Er beschäftigt sich mit der Kultivierung, Ernte und Vermarktung von bestimmten Speisepilzen, den sogenannten Kulturpilzen. Im Vordergrund des europäischen Speisepilzanbaus steht die Kultur des Champignons. Pilzanbau wird zuweilen auch nichtkommerziell im Hobbygartenbau betrieben und hier umgangssprachlich Pilzzucht genannt.

## Geschichtlicher Hintergrund

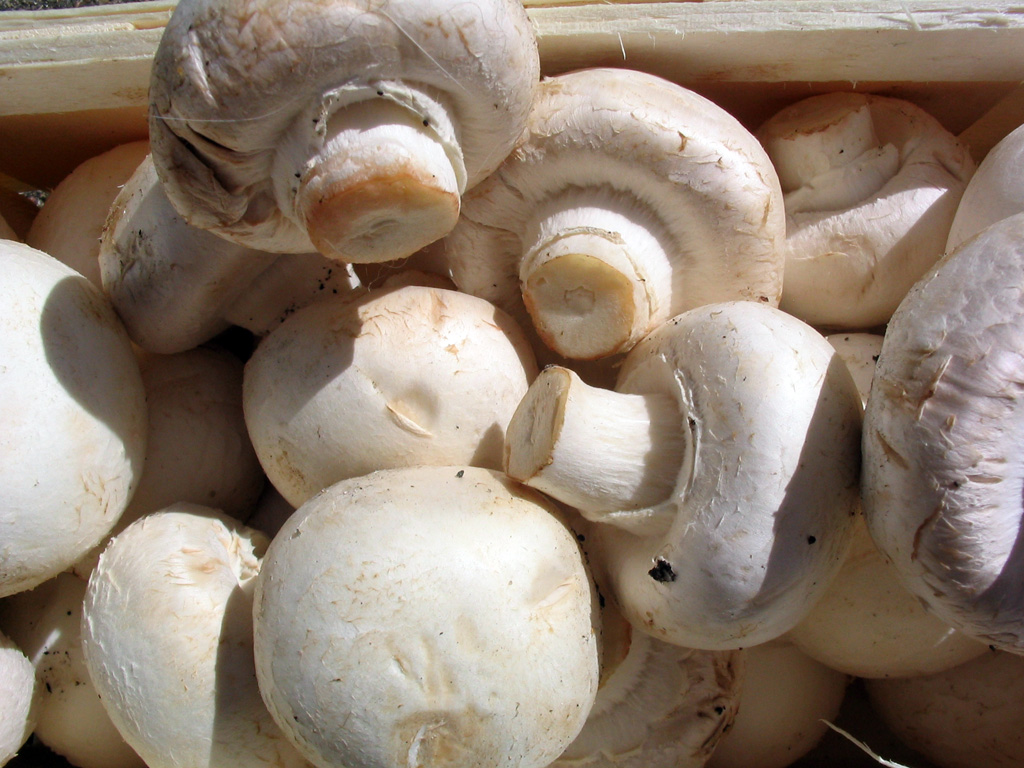
Champignons

Der Pilzanbau in Europa geht auf den gezielten Anbau von Champignons am Hof Ludwigs XIV. seit Mitte des 17. Jahrhunderts zurück. Man kultivierte Feld- und Wiesenchampignons, die am Hof des Königs unter dem Namen Champignon de Paris als Delikatesse galten, in Gewölben und Kellern.
Anfang des 20. Jahrhunderts begann man, Champignons auf breiter Basis in eigenen Produktionsbetrieben und dort in abgedunkelten und klimatisierten Hallen, später in aufgelassenen Bergwerks- oder Luftschutzstollen zu kultivieren. Dies führte dazu, dass der Champignon – früher eine seltene Delikatesse – heute in Europa der häufigste und preisgünstigste Speisepilz ist, der in jedem Supermarkt in frischer oder konservierter Form angeboten wird.
Im Zuge der Globalisierung des Produktionsgartenbaus kamen zu den Champignonarten und anderen in Europa heimischen und angebauten Pilzen, beispielsweise der Samthaube, auch asiatische Speisepilze in das Anbausortiment.
Bekanntestes Beispiel dafür ist der Shiitake, der in der traditionellen chinesischen Medizin bereits eine lange Tradition aufweisen kann.

## Pilzanbau als Teil des Erwerbsgartenbaus
| Speisepilz      | Anbaumenge in t |
| --------------- | --------------- |
| Champignon      | 57.000          |
| Austernseitling | 500             |
| Shiitake        | 500             |
| Kräuterseitling | 200             |
| Sonstige        | 50              |

Der kommerzielle Anbau von Speisepilzen durch Produktionsbetriebe stellt einen speziellen Teil des Erwerbsgartenbaus dar. Berufsständisch organisiert sind in Deutschland und in der Schweiz zurzeit je 12 größere und kleinere Betriebe. Unter den Pilzanbaubetrieben finden sich auch vermehrt Produktionsbetriebe, die auf biologische Weise arbeiten. Neben einer Vielzahl von speziellen Speisepilzkulturen werden in großem Stil vor allem Champignons angebaut. An zweiter und dritter Stelle der erzeugten Speisepilzmenge folgen Shiitake und Seitlinge wie Austern- oder Kräuterseitling.
In Deutschland wird der kommerzielle Speisepilzanbau in zwei Bundesländern durch eine Offizialberatung, also eine vom Bundesland finanzierte Beratung, der Gärtner unterstützt. Bundesweit gibt es deshalb dazu zwei Pilzanbauberater. In der Schweiz gibt es seit 2007 in Cernier NE ein eigenes Zentrum für Pilzkunde, welches verschiedene Aspekte der Mykologie abdeckt, unter anderem auch Anbau, Verarbeitung und medizinische Wirkung von Speisepilzen.
Laut FAO-Statistik wurden 2005 weltweit fast 3,2 Mio. Tonnen Speisepilze angebaut. Weltweit wichtigstes Anbauland war in diesem Zeitraum China mit 1,41 Mio. Tonnen, gefolgt von den USA mit 0,38 Mio. Tonnen. Deutschland produzierte im selben Jahr 65.000 Tonnen Speisepilze und stand auf Platz 11 der Liste der Anbauländer.
Zurzeit werden laufend neue Speisepilze in das Anbausortiment aufgenommen oder für die Anbaueignung im mitteleuropäischen Raum getestet, so beispielsweise auch verschiedene Arten der Shimeji-Pilzgruppe. Dieser Pilz wird in China und Japan in größeren Mengen angebaut und gilt als meistkonsumierter Speisepilz in China.

## Anbau von Speisepilzen

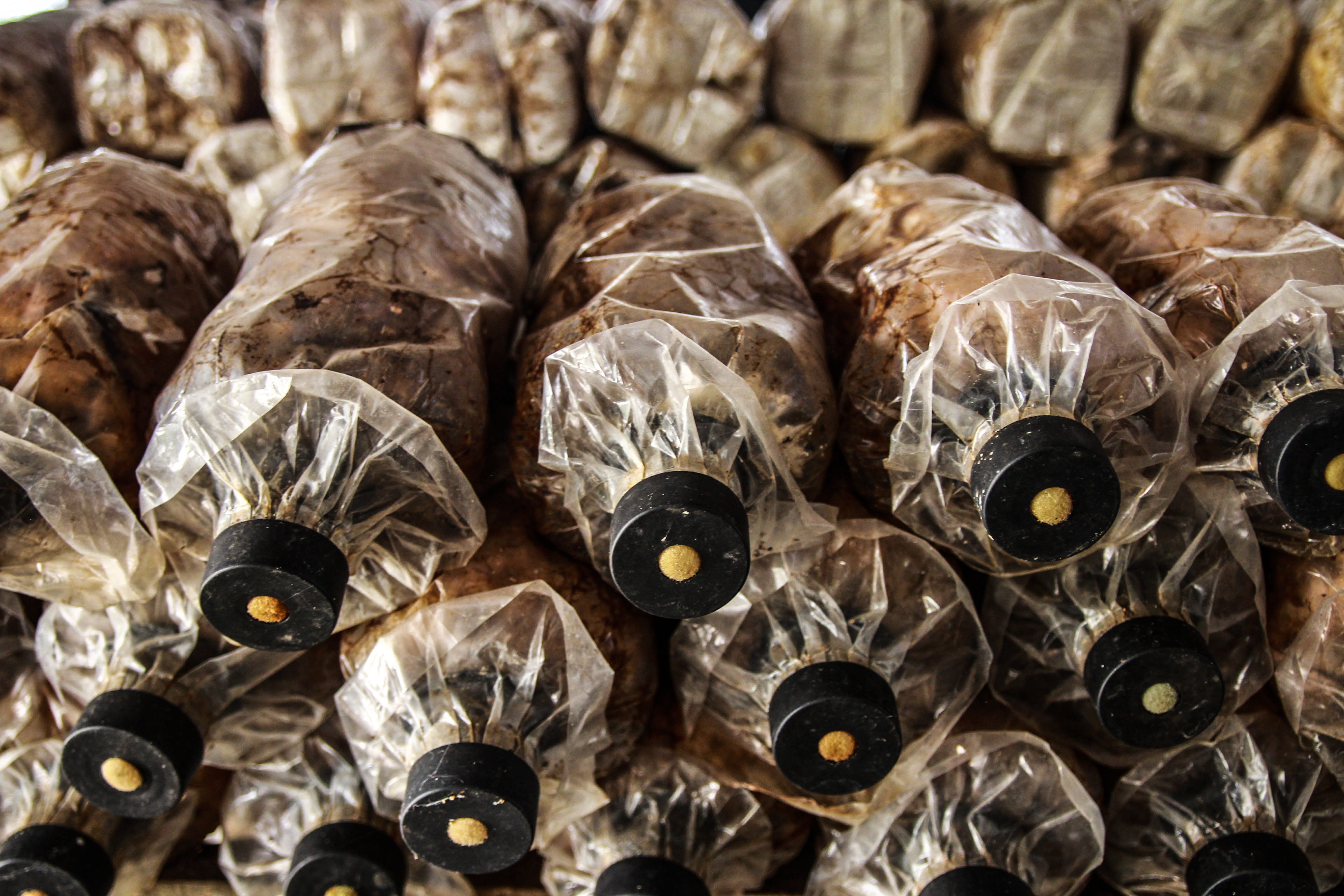
Pilzzucht in Malaysia

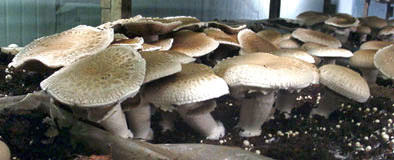
Champignonkultur auf Substrat

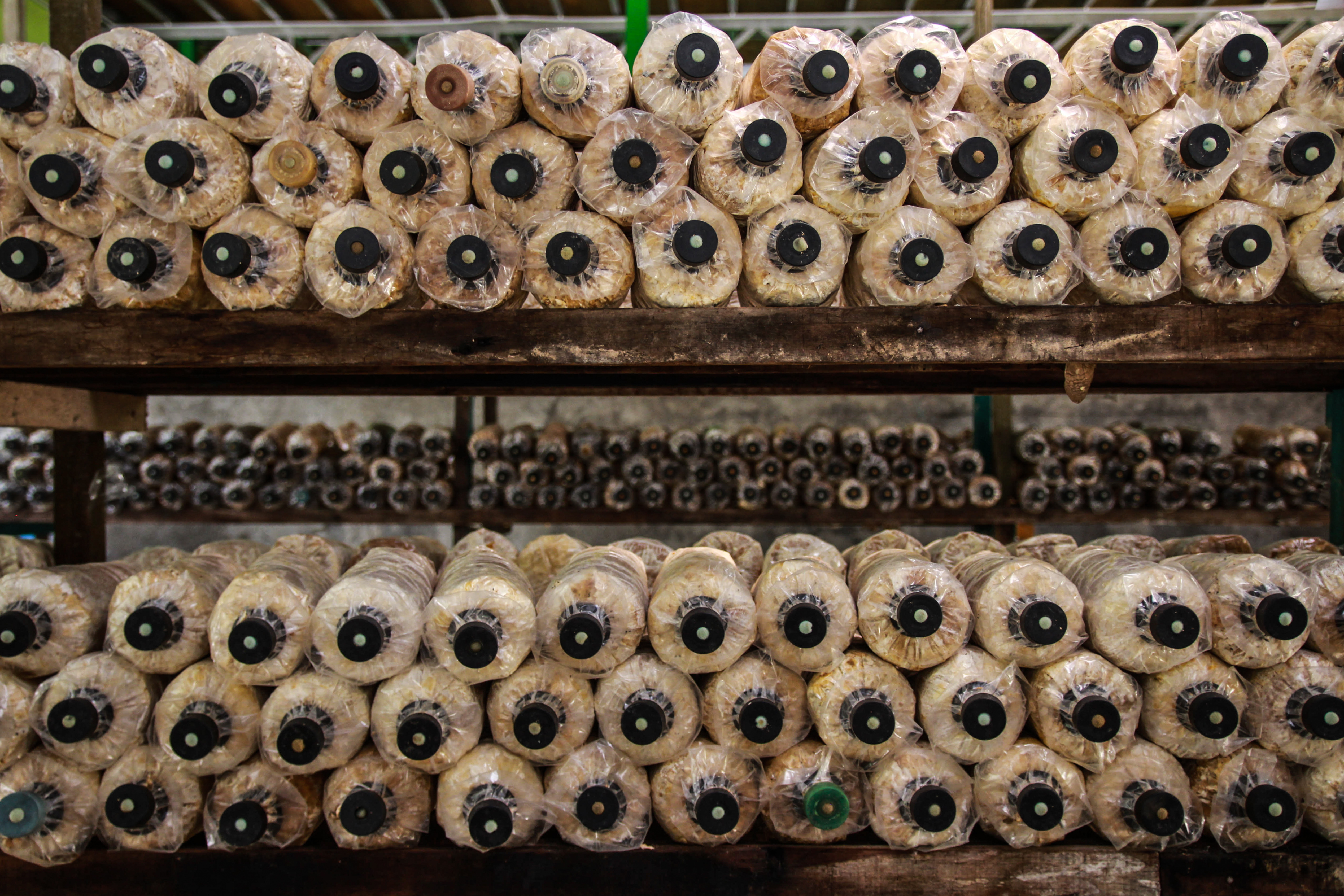
Pilzzucht in Malaysia

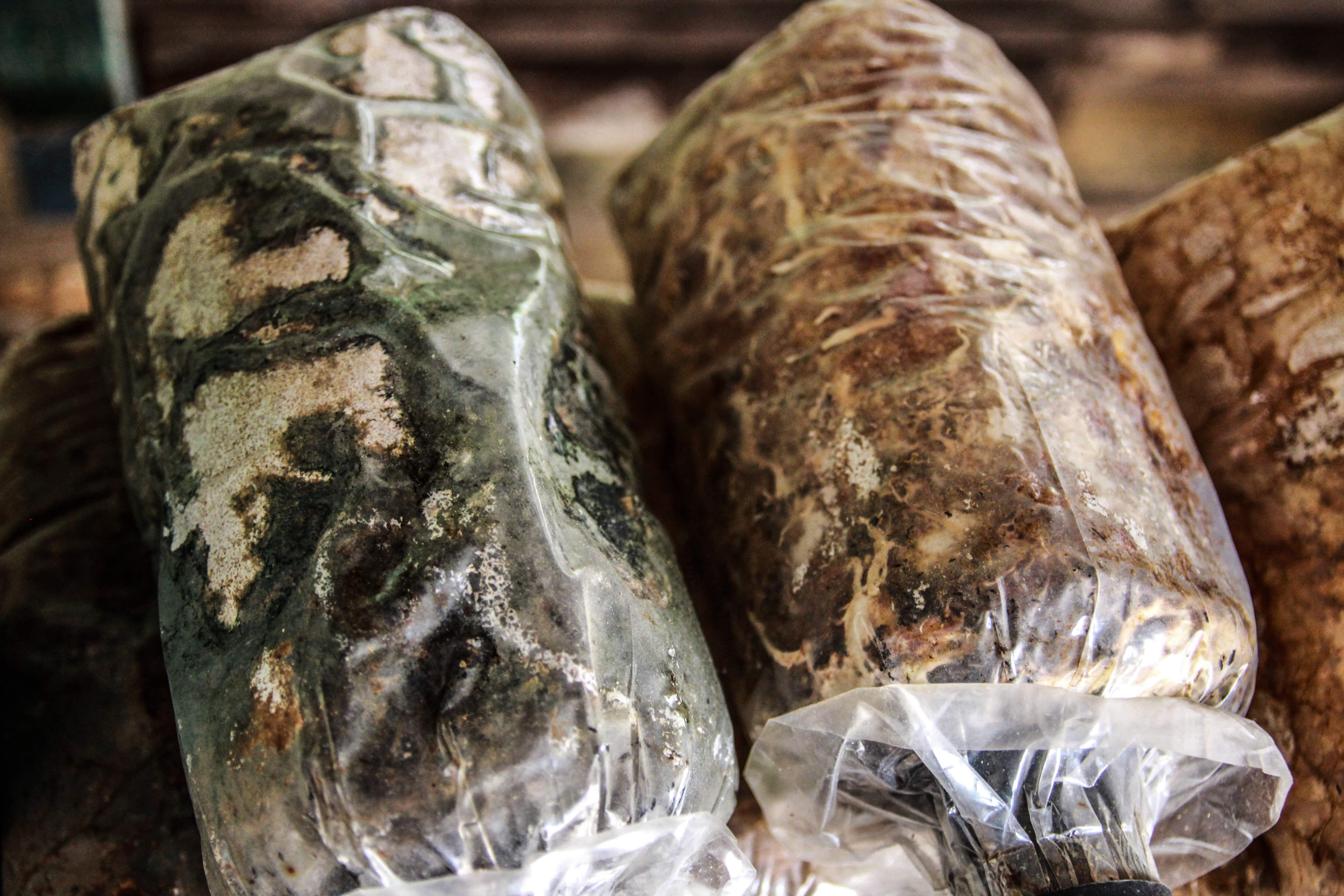
Pilzzucht in Malaysia

Beim Anbau von Speisepilzen unterscheidet man zwischen Licht- und Dunkelkultur. Während vor allem asiatische Pilze eher bei mehr oder weniger starkem Licht kultiviert werden, wird der (weiß oder braun gefärbte) Champignon in Dunkelheit angebaut.
Als Substrat dient ein auf die jeweilige Pilzart abgestimmtes Kultursubstrat. Grundbestandteile können hier beispielsweise Stroh, Sägespäne, Holzschnitzel oder andere organische Grundbestandteile sein, die unter Umständen auch geschmacksbeeinflussend sind. Durch mehrere Tage andauernde Bewässerung werden primäre Zersetzungsprozesse aktiviert und der mikrobielle Aufschluss des Substrates gefördert. Danach schließt sich ein Pasteurisierungsprozess an, der das mikrobiologisch aufgeschlossene und homogenisierte Substrat desinfiziert. So wird eine Besiedlung des Substrates mit unerwünschten Fremdorganismen vermieden.
Das fertige Substrat wird nun unter sterilen Bedingungen mit dem Pilzmyzel beimpft. Beim Champignon kultiviert man das Myzel vorab auf Weizenkörnern und fügt die vom Myzel durchwachsene Masse als sog. Champignonbrut hinzu. Während des Myzelwachstums und der Fruktifizierungsphase müssen spezielle klimatische Bedingungen eingehalten werden. Klimaparameter wie Temperatur, relative Luftfeuchtigkeit, CO2-Gehalt oder Lichtmenge werden in den Wachstumsräumen mit Klimacomputern genauestens eingehalten und gesteuert. Mit Hilfe der Klimasteuerung kann der Anbauer sicherstellen, dass zu bestimmten Ernteterminen eine wirtschaftlich interessante Anzahl von erntefähigen Pilzen vorhanden ist.
Je nach Pilzart dauert das Durchwachsen des Substrates und die anschließende Fruktifizierungsphase unterschiedlich lange. Champignonmyzel durchwächst in ca. 15 Tagen das Substrat, nach ca. drei Wochen können die ersten Pilze geerntet werden. Das Myzel des Shiitake braucht dafür 15 bis 20 Wochen, und dann dauert es nochmals bis zu einer Woche, bis erntefähige Pilze erscheinen. Die Pilze werden in der Regel von Hand geerntet, die Ernte erstreckt sich oft über mehrere voneinander getrennte Zeiträume.

## Berufsständische Vertretungen
Den Berufsstand der Speisepilzerzeuger für den Erwerbsanbau vertreten nationale Verbände, die auf europäischer Ebene zusammenarbeiten. In Deutschland ist dies der Bund Deutscher Champignon- und Kulturpilzanbauer e. V. (BDC). Hervorgegangen ist der Berufsverband, der auch Mitglied im Zentralverband Deutscher Gartenbau ist, aus den deutschen Champignonzüchtern, die sich 1948 zu einem eigenen Verband zusammenschlossen.

Die Interessen der Schweizer Speisepilzanbauer vertritt der Verband Schweizer Pilzproduzenten e. V. (VSP), der sich bereits 1938 gründete.
Auf europäischer Ebene fungiert die Organisation Groupement Européen des Producteurs de Champignons (GEPC) als berufsständische Vertretung. Sie vertritt beispielsweise auch die übergeordneten Belange des BDC.

## Kultivierung von Pilzen als Hobby
Der Anbau von Speisepilzen für den privaten Gebrauch kann in zwei unterschiedlichen Schwierigkeitsstufen betrieben werden. Die einfachere Methode besteht darin, vorgefertigtes Myzel von Fachbetrieben zu kaufen und damit Substrat (frische Laubholz-Stammstücke oder Strohballen) zu beimpfen, wobei auch schon fertig beimpfte Substratblöcke erhältlich sind. 

Beim zweiten, wesentlich aufwendigeren Verfahren wird der komplette Zyklus abgearbeitet, also „von der Spore bis zum Pilz“. Dafür wird zudem ein – wenn auch kleines – Labor oder zumindest ein eigener, weitgehend steril gehaltener Raum benötigt. Im Unterschied zu kommerziellen Pilzanbaubetrieben werden aber nicht ganze Strohballen verwendet, sondern nur Teile davon. Wird nämlich ein ganzer Strohballen gewässert, so ist er aufgrund des Nassgewichts kaum noch manuell handhabbar. Die gewässerten Strohballenstücke werden anschließend ohne vorherige Pasteurisierung direkt beimpft.

## Sortiment der Kulturpilze im deutschsprachigen Raum

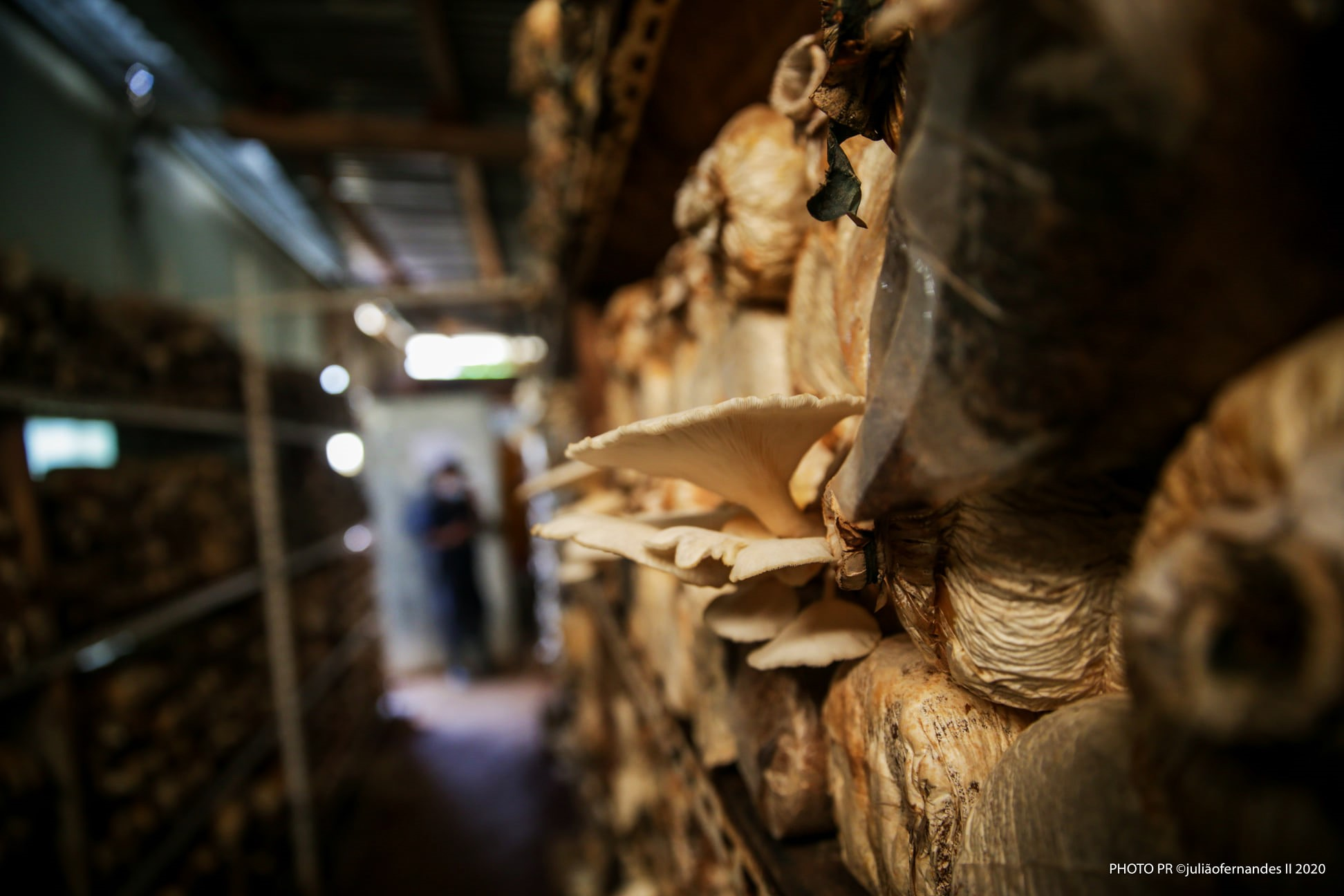
Pilzzucht in Osttimor

(Sortierreihenfolge: lateinischer Name)
- Anischampignon – Agaricus arvensis
- Champignon – Agaricus bisporus
- Samthaube – Agrocybe aegerita
- Judasohr, Mu-Err – Auricularia auricula–judae
- Schopf-Tintling – Coprinus comatus
- Samtfußrübling (Enoki) – Flammulina velutipes
- Klapperschwamm (Maitake) – Grifola frondosa
- Igel-Stachelbart – Hericium erinaceus
- Graublättriger Schwefelkopf – Hypholoma capnoides
- Holzraslinge – Hypsizygus (Shimeji-Pilze)
- Buchenrasling bzw. Buchenpilz (Buna-Shimeji) – Hypsizygus tessulatus
- Shiitake – Lentinula edodes
- Violetter Rötelritterling – Lepista nuda
- Parasol – Macrolepiota procera
- Goldkäppchen (Toskanapilz) – Pholiota nameko
- Limonenseitling – Pleurotus citrinopileatus
- Taubenblauer Seitling – Pleurotus columbinus
- Kräuterseitling – Pleurotus eryngii
- Austern-Seitling – Pleurotus ostreatus
- Sommer-Austernseitling – Pleurotus ostreatus fm. florida
- Riesen- oder Kulturträuschling (Braunkappe) – Stropharia rugosoannulata

Eine Vielzahl weiterer Pilzgattungen und -arten wird derzeit auf ihre Anbaueignung getestet. Bei Mykorrhizapilzen ist eine kommerzielle Züchtung bisher nicht gelungen. Dazu gehören beispielsweise Pfifferlinge, Steinpilze, Birkenpilze, Rotkappen und Morcheln; sie sind in Deutschland durch die Bundesartenschutzverordnung (Anlage 1) besonders geschützt und dürfen nur in geringen Mengen für den Eigenbedarf gesammelt werden.